# Ruska mornariška pehota
Ruska mornariška pehota (MPR; rusko Морская пехота России, latinizirano: Morskaja pehota Rossiji, dob. 'Ruska morska pehota'), je mornariška pehota Ruske vojne mornarice. Ustanovljena je bila leta 1705 in je namenjena izvajanju amfibijskim operacijam, obrambo mornariških oporišč, pomembnih delov obale in obalne infrastrukture.
Del mornariške pehote so tudi edine specialne enote Ruske vojne mornarice, morski specnaz. V ruščini so pripadniki mornariške pehote pogovorno imenovani morpehi (морпехи).
Skupaj z Obalnimi raketno-artilerijskimi enotami sestavlja Obalne enote Ruske vojne mornarice.

## Zgodovina
Prva ruska mornariška pehota je bila ustanovljena leta 1705, bojevala pa se je v napoleonskih vojnah, krimski vojni, rusko-japonski vojni in prvi ter drugi svetovni vojni.
V času napada na Azov (1695–1696) je bil oblikovan prvi ruski polk mornariške pehote s 4300 možmi. Prvega admirala polka je 16. novembra 1705 imenoval sam Peter Veliki, in sicer general admirala Fjodorja Aleksejeviča Golovina.
Med veliko severno vojno je polk sodeloval v gangutski bitki leta 1714. Sodeloval je tudi med rusko-turško vojno v česmenski bitki leta 1770 in v obleganju Izmaila leta 1790. Med Napoleonovo invazijo Rusije se je ruska mornariška pehota z odliko borila v bitki pri Borodinu, v vojni Šeste koalicije pa tudi v bitki pri Kulmu in v obleganju Gdanska. Po Domovinski vojni je bila večina mornariške pehote ukinjena in predana kopenski vojski. V Ruskem imperiju skoraj 100 let ni bilo velikih enot mornariške pehote, z izjemo krimske vojne, ko je bilo oblikovano 17 bataljonov, ki so sodelovali v obrambi Sevastopola.
Med rusko-japonsko vojno je mornariška pehota branila Port Arthur pred japonskimi silami. Oblikovanih je bilo sedem strelskih bataljonov in več drugih enot.
Šele v letih 1910 in 1911 je bila ponovno vzpostavljena stalna mornariška pehota, in sicer en polk v okviru Baltske flote ter po en bataljon za Črnomorsko in Tihooceansko floto.
Med drugo svetovno vojno se je v kopenskih operacijah borilo okrog 350.000 mornarjev Sovjetske vojne mornarice. Na začetku vojne je imela vojna mornarica samo eno brigado mornariške pehote na Baltski floti. Med vojno je bilo oblikovano še 40 brigad s 5–10 bataljoni in šest polkov z dvema bataljonoma s po 650 možmi. Borili so se v obrambi Odese, Moskve, Leningrada, Sevastopola, Stalingrada, Novorusiska in Kerča. Pet brigad in dva bataljona so prejeli naziv gardna (gardni). 122 pripadnikov mornariške pehote je prejelo odlikovanje heroj Sovjetske zveze.
Leta 1947 je bila mornariška pehota ukinjena in leta 1961 ponovno ustanovljena. Leta 1989 je štela 18.000 enot.

## Organizacija
Mornariška pehota v Ruski federaciji se deli na 40. in 155. brigado v Tihooceanski floti, 61. brigado v Severni floti, 336. gardno brigado v Baltski floti, 810. brigado v Črnomorski floti in 177. polk v Kaspijski flotilji. V sklopu ruskega posredovanja v sirski državljanski vojni je bilo v zahodno Sirijo nameščenih 800 pripadnikov mornariške pehote.

## Oprema
Ruska mornariška pehota postopoma nadomešča amfibijske tanke PT-76 in jih nadomešča s tanki T-80 in pehotni bojni vozili BMP-2M. Polno opremljena brigada mornariške pehote ima do 80 tankov.
Ruska mornariška pehota je imela leta 2021 50 tankov T-72B, 150 tankov T-72B3, 30 tankov T-72B3 obr. 2016, 50 tankov T-80BV in 50 tankov T-80BVM.
Amfibijskodesantne ladje, ki jih Ruska vojna mornarica uporablja za transport mornariške pehote, so ladje razredov Ivan Gren (nosilnost 300 pripadnikov mornariške pehote ali 36 oklepnih transporterjev ali 13 tankov), Tapir in ladje projekta 775. V gradnji sta tudi prvi dve nosilki helikopterjev razreda Ivan Rogov, ki bosta na krov lahko sprejeli do 900 pripadnikov mornariške pehote.
Poleg tega uporablja desantne čolne razredov Serna (12), Akula (12) in Djugon (5).